# Nagy-Szénás tanösvény

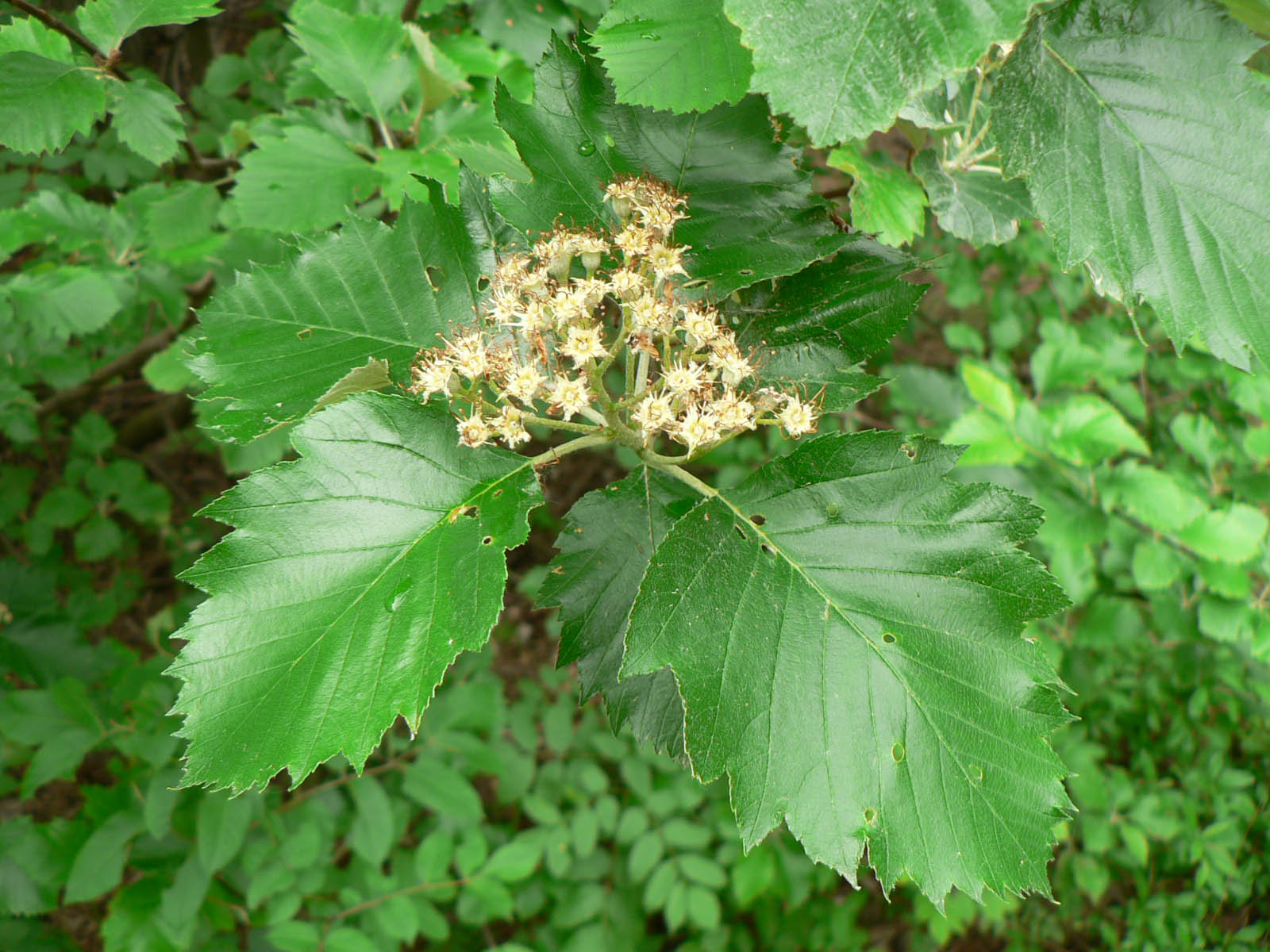
A budai berkenye levelét formázza a tanösvény jelzése

A Nagy-Szénás tanösvény egy tanösvény a Budai-hegységben, a Nagy-Szénás térségében; fenntartója a Duna–Ipoly Nemzeti Park Igazgatóság. 2,1 kilométeres hosszúságú útvonalának kiindulópontja Nagykovácsin van és ott is ér véget; bejárására mintegy másfél órát célszerű szánni. A tanösvény nem érinti ugyan az évtizedek óta Európa Diplomával is büszkélkedő Szénás-hegycsoport legsérülékenyebb élőhelyeit, ennek ellenére elég jó betekintést nyújt a terület élővilágába, amit számos ritka természeti kincs jelenléte fémjelez. A tanösvény jele a Szénásokon előforduló egyik védett cserjefaj, a budai berkenye levele és termése; a kijelölt turista útvonalakról letérni, a környező területek fokozott védettsége miatt tilos.

## Megközelítése
A tanösvény legegyszerűbben a Budapest II. kerületéből, a hűvösvölgyi végállomásról Nagykovácsira közlekedő 63-as busszal érhető el, a járműről a Nagykovácsi, községháza megállóhelyen célszerű leszállni, ahonnan észak felé indulva lehet elérni a túraútvonalat. Először a község főutcájából kiágazó Antónia utcán kell végigmenni, majd balra fordulni a Sport utcán, utána jobbra a Bánya utcán; annak végétől pedig továbbhaladni egyenesen a Zsíroshegyi úton. Ebből az utcából több olyan mellékutca is kiágazik a hegy felé, amelyeken a tanösvény kezdőpontja elérhető, de legcélszerűbb a Körös utca - Gémeskút utca irányt követni (ezen az útvonalon végig zöld turistajelzés vezet). A tanösvény körülbelül onnan indul, ahol a Gémeskút utca eléri az erdőhatárt és addigi, közel északi irányú vonalvezetését elhagyva nyugatnak fordul. A tanösvény bejárását követően a Szeles utcán, majd a Bánya utcát elérve a felfelé vezető iránnyal megegyező útvonalon [piros turistajelzésen] juthatunk vissza a kék buszhoz.

## Útvonala
- 1. állomás: Természetes botanikus kert

A tanösvény első állomása egy egykori, felhagyott murvabánya mellett található, melynek környezetében több növényritkaság is található. A Szénások térségében jó néhány olyan, kis elterjedési területű (areájú), bennszülött (endemikus) faj él, melyek teljes világállományát a Kárpát-medence, sőt egyes fajok esetében kizárólag a Budai-hegység jelenti. Ilyen például a magyar gurgolya (Seseli leucospermum) és a Szent István-szegfű (Dianthus plumarius ssp. regisstephani), melyek csak a Dunántúli középhegység dolomit sziklagyepeiben fordulnak elő. Szubendemikus – a Kárpát-medencében sok helyen előforduló, máshol azonban nem élő – faj a budai (vagy Sadler) imola (Centaurea sadleriana) is, amely a környéken jelentős egyedszámban található meg, de világállományának kis területre korlátozott volta miatt ugyancsak szerepel a Természetvédelmi Világszövetség (IUCN) által kiadott Vörös listán.
- 2. állomás: Az ember hatása a Nagykovácsi-medencére

A 400 méteres sétával és 40 méteres szintemelkedéssel elérhető második állomás azt segít végiggondolni, hogyan nézhetett ki a környék (elsősorban a Nagykovácsi-medence) az ember megjelenése előtt, és mennyi minden változhatott azóta ezen a tájon. Errefelé az eredeti élőhelyek karsztbokorerdők és lejtősztyeppek lehettek, magát a medencét cseres-tölgyesek boríthatták, az Ördög-árok mentén pedig fűz- és égerligetek húzódtak. A táj képét a 18. századtól alakította komolyabban a lakosság mezőgazdasági tevékenysége mellé társuló kőbányászat, majd a rendkívül sok fát igénylő mészégetés; ehhez társult a XIX. század utolsó és a XX. század első évtizedeiben a szénbányászat, a legutóbbi időkben pedig az a robbanásszerű településfejlődés, melynek révén Nagykovácsi beépített területe alig néhány évtized alatt kifejezetten nagyot nőtt – jelentősen átalakítva nemcsak a medence természetes élőhelyi viszonyait, de még a vízháztartását is.
- 3. állomás: Nyílt dolomit sziklagyep

Az előzőtől 300 méternyi távolságra lévő, 45 méteres szintemelkedéssel elérhető következő állomás a Budai-hegységben gyakran megjelenő nyílt dolomit sziklagyepek élővilágával lehet közelebbről megismerkedni. A társulás neve arra utal, hogy a meleg és száraz, déli kitettségű lejtök törmelékes talaját nem képes beborítani a növénytakaró, a dolomit alapkőzet sok helyen kilátszik kisebb-nagyobb foltokban. Az állomás körül sok pozsgás növény és törpecserje él, mint például a korai kakukkfű, de itt is sok száz tő magyar gurgolya figyelhető meg, amely egy hazánkban ritkán előforduló cincérfaj, az árgusszemű cincér (Musaria argus) legfontosabb tápnövénye. Jellemző növényfaj az állomás körüli gyepben a borzas vértő is.
- 4. állomás: Kilátás a Zsíros-hegyre – kopárfásítás feketefenyővel

150 méteres sétával, mintegy tíz méteres emelkedéssel érhető el a negyedik állomás, egy kilátópont, ahonnan pazar panoráma tárul az erre járók elé északkeleti és keleti irányban. Az állomás a kopárfásítást és annak történetét mutatja be, amely eljárással a XX. század első felének és derekának erdészei igyekeztek megkötni és erdészetileg is hasznosítani a Budai-hegység, illetve a Pilis sziklás, csekély termőrétegű lejtőit. Erre leginkább feketefenyőt használtak, ami azonban meglehetősen gyúlékony – az állomás kilátópontjáról is megfigyelhető egy olyan hegyoldal, amelyen 1995-ben teljesen leégett az ott ültetett feketefenyves.
- 5. állomás: Kilátás a Pilis-tetőre és a Visegrádi-hegységre

Újabb 400 méteres, körülbelül 15 méternyit emelkedő út vezet a következő állomáshoz, ahol ismét egy kilátópontot találunk, erről a helyről viszont már észak felé, a Solymári-völgy településeire – leginkább Pilisszentivánra és Pilisvörösvárra –, illetve a Pilis hegység vonulataira nyílik kilátás. Odafelé tartva elhaladunk egy táblával megjelölt idős gyertyán anyafa és egy ugyancsak táblával jelzett, szintén meglehetősen idős, jellegzetes alakú, terebélyes varjútövisbokor mellett. Az állomás fő témája az innen látható hegyek és alacsonyabban fekvő területek változatos geológiai felépítésének bemutatása. Az állomás térségében húzódik a középdunai flóraválasztó, vagyis az a sáv, amelytől északra sok, a Dunántúli-középhegységben gyakori növényfaj már nem fordul elő; az itt megfigyelhető érdekesebb növényfajok között szerepel a Szent István-szegfű vagy a kövér daravirág.
- 6. állomás: Turista emlékfal

Az előbbi állomástól már szintkülönbség nélkül, 250 méteres sétával juthatunk el a hatodik állomáshoz, a Nagy-szénási turistaház helyéig; az 1979 körül lebontott, korábban rendkívül népszerű turisztikai létesítmény emlékét néhány megmaradt, emlékfallá átalakított falrésze, továbbá egy emlékkő és egy emléktábla őrzi. Az állomás főleg a turistaház és a nagy-szénási turizmus történetét mutatja be. Ezen a helyen egy észak felé induló meredek völgy felső végénél állunk, ahol nedvességigényes fafajok is előfordulnak; ilyen a közelben egy táblával megjelölt öreg bükkfa, illetve a magas kőris. Az állomástól kiinduló meredek ösvény mellett a Szent László-tárnics egyedeit is meg lehet figyelni.
- 7. állomás: Sztyepprét és karsztbokorerdő

Az egykori turistaház helyétől bő fél kilométeres, részben kicsit még emelkedő, részben már ereszkedő útvonalon jutunk el az utolsó állomásig, amit egy sztyepprét és egy karsztbokorerdő találkozásánál alakítottak ki. A sztyeppréten jellegzetes állományalkotó növényfaj az aranyfürt (Aster linosyris), ugyanitt előfordul a környék rovarfaunájának egyik legnagyobb ritkasága, a fűrészlábú szöcske (Saga pedo) is. Az állat megfigyelése a nagy mérete ellenére meglehetősen nehéz, többek között a rejtőzködő életmódja miatt is, épp ezért a nemzeti park azt kéri, hogy aki a tanösvény látogatói közül találkozik a faj egy, vagy akár több példányával, az észlelés adatait egy papírra felírva, nevével és telefonszámával együtt dobja bele abba a postaládába, amely a tanösvény legvégénél található.
- Postaláda

A tanösvény ott ér véget, ahol az erdei ösvény kiér a nagykovácsi Szeles utcára, ehhez a 7. állomástól még 350 métert kell haladni, immár kizárólag lefelé. A tanösvényhez a Duna–Ipoly Nemzeti Park egy kísérő füzetet is kiadott, amelynek egyik, perforáció mentén kitéphető lapja egy rejtvényt tartalmaz, a tanösvény végpontjához kihelyezett postaláda pedig (a fűrészeslábúszöcske-észlelések bejelentése mellett) arra szolgál, hogy ezt a kitöltött rejtvénylapot lehet beledobni, s a helyes megfejtők között a nemzeti park jutalmakat sorsol ki. A füzetben a rejtvénylap hátoldala üres, arra szolgál, hogy azon a látogatók azt is leírhatják, mi tetszett nekik a tanösvényben és mi az, amin szerinte még javítani kellene.

## Képgaléria

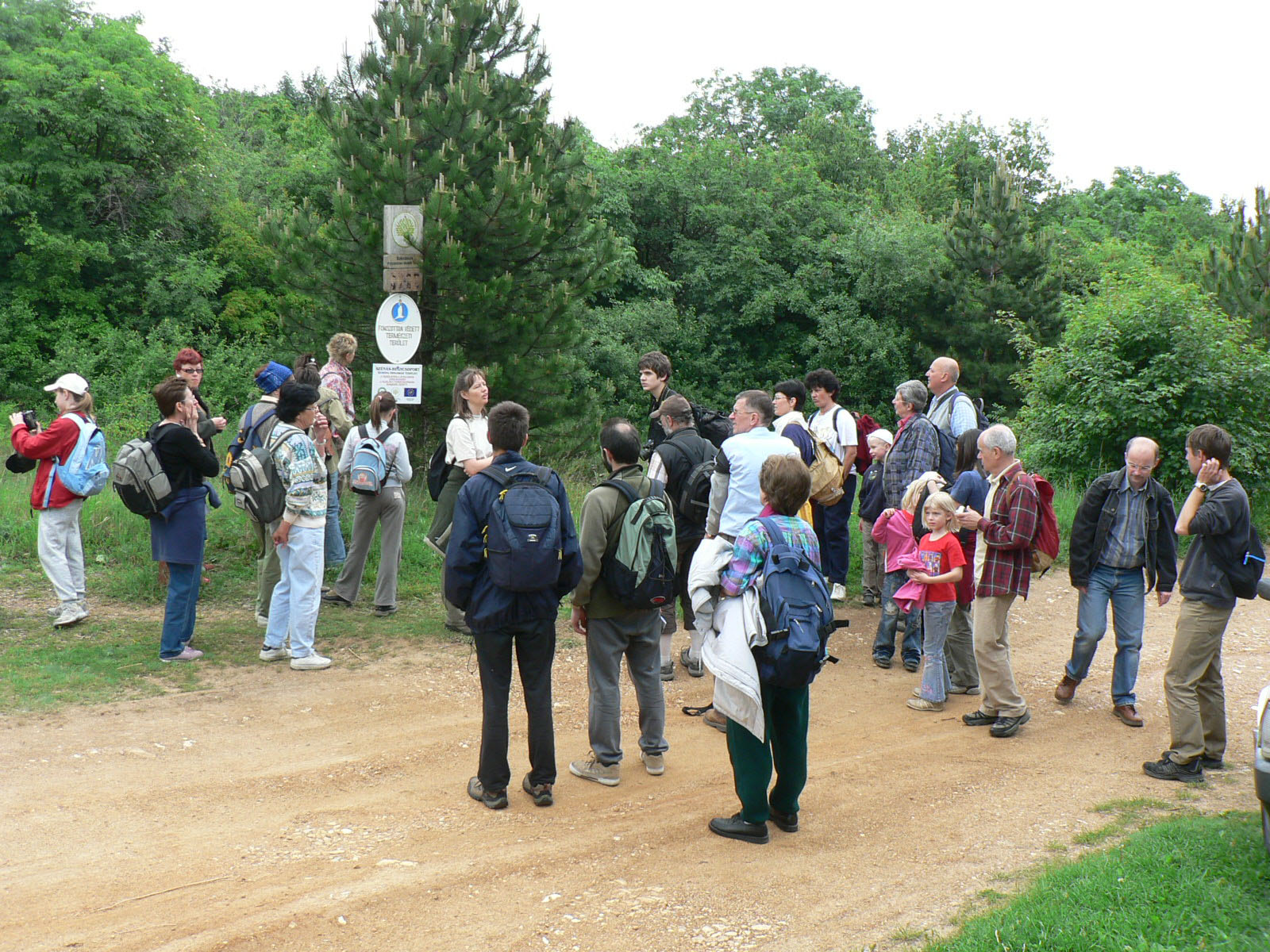
Egy pilisi len túra résztvevői a tanösvény kezdeténél
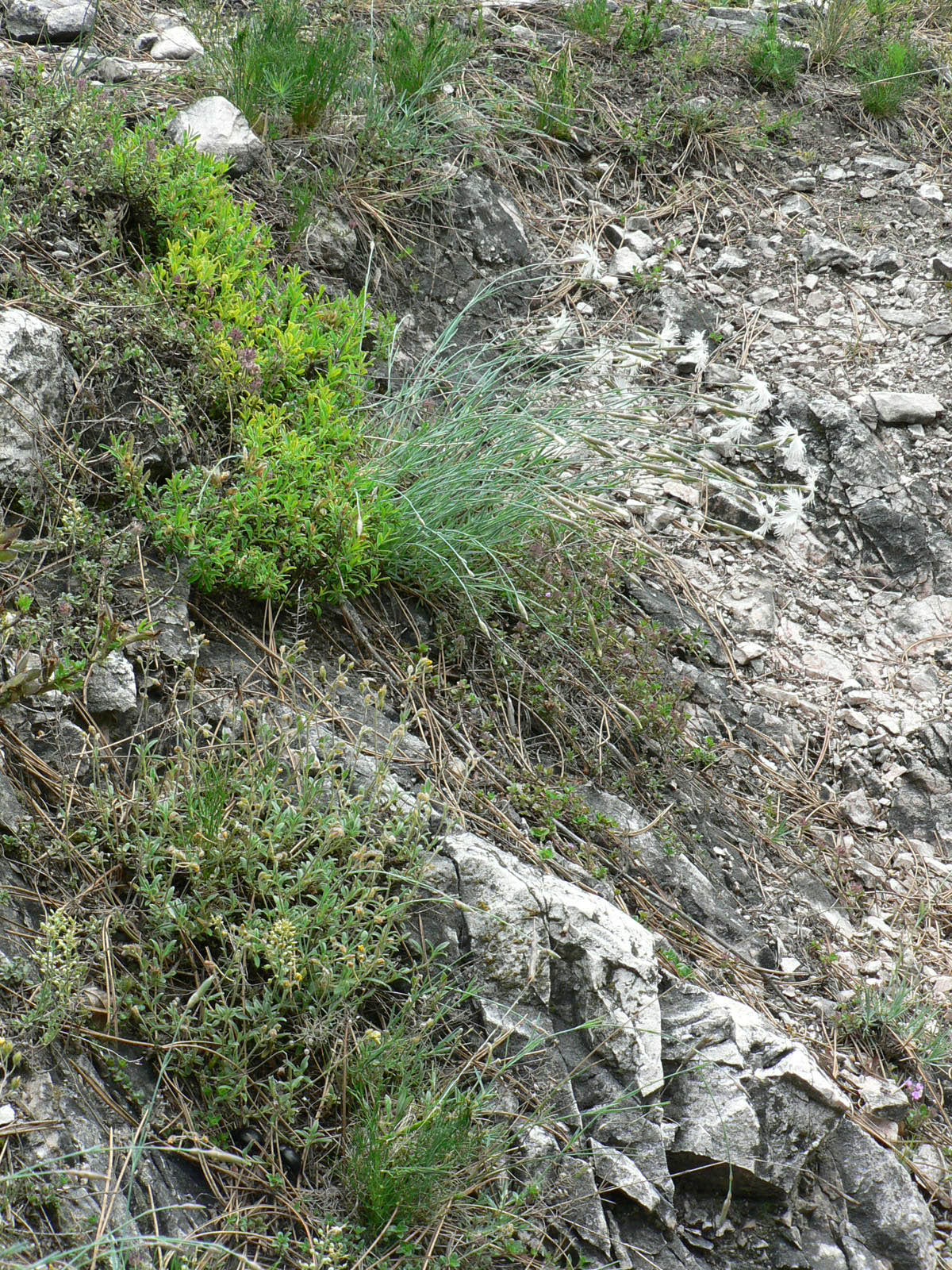
Sziklagyep-vegetáció a Nagy-Szénás tanösvény útvonala mentén
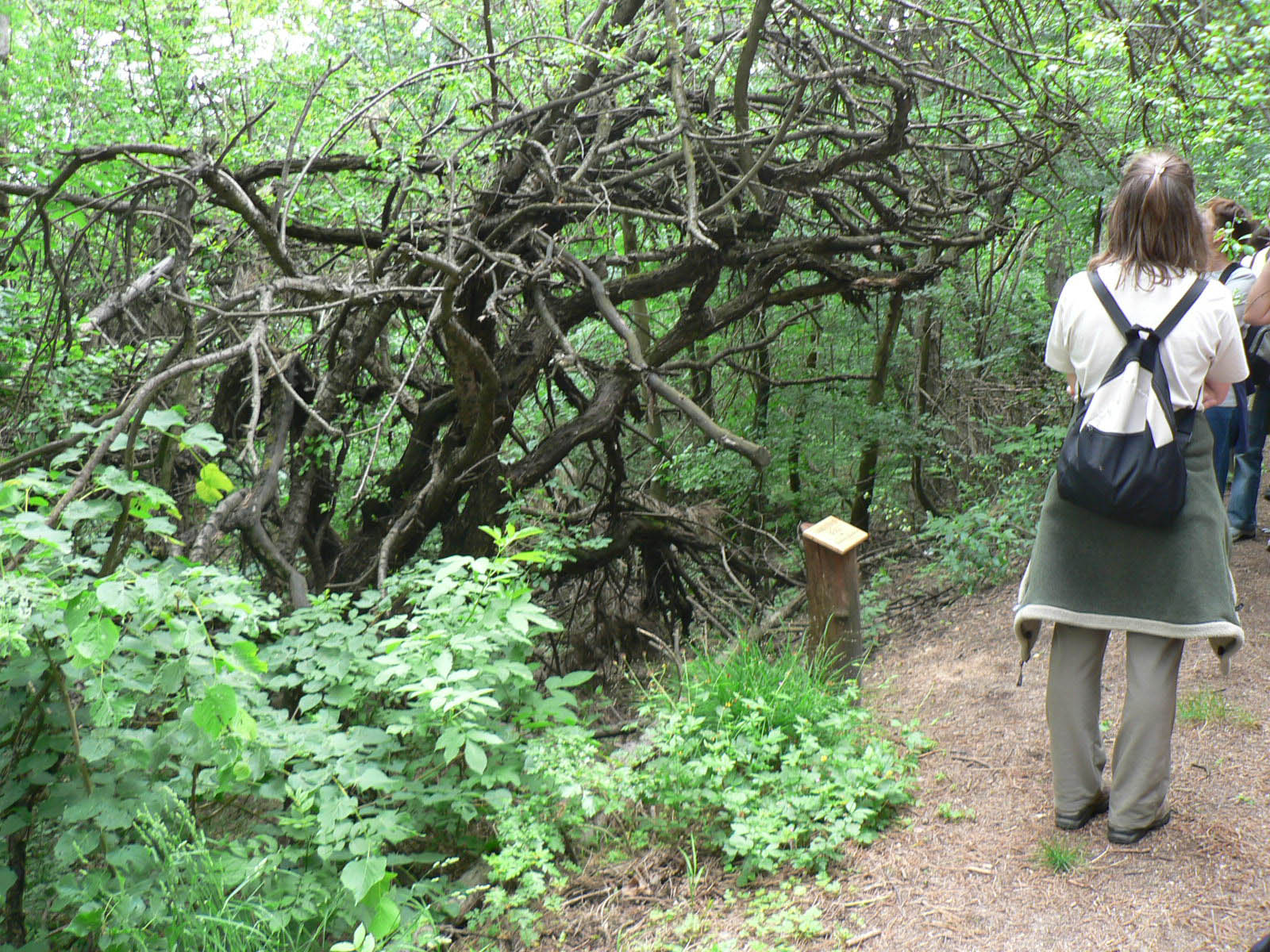
Jellegzetes növekedésű varjútövis a tanösvény útvonalán
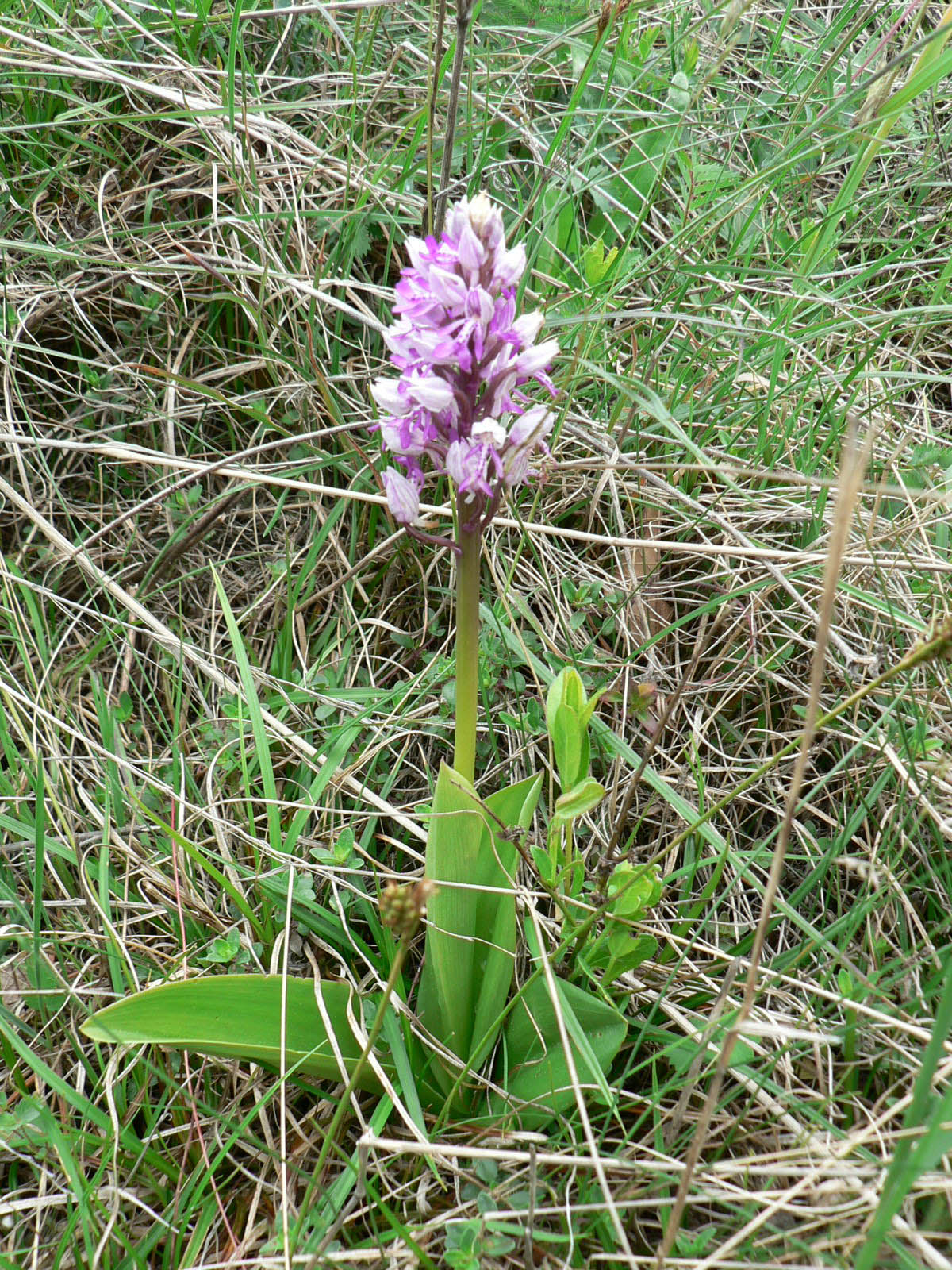
Vitéz kosbor a tanösvény útvonala mentén